# Луиза Саксен-Гильдбурггаузенская
Луиза  (Шарлотта Луиза Фредерика Амалия Александрина, нем. Charlotte Luise Friederike Amalie Alexandrine von Sachsen-Hildburghausen; 28 января 1794, Хильдбургхаузен — 6 апреля 1825, Бибрих, Германский союз) — принцесса Саксен-Гильдбурггаузенская из династии Веттинов, в браке — герцогиня Нассау. 

## Биография
Луиза родилась 28 января 1794 года в Хильдбургхаузене. Она была седьмым ребенком и пятой дочерью в семье герцога Саксен-Гильдбурггаузенского Фридриха и его жены Шарлотты Георгины Мекленбург-Стрелицкой.
В 1809 году замок Гильдбурггаузен посетил кронпринц Баварии Людвиг с целью найти себе невесту. Он долго выбирал между Луизой и её старшей сестрой Терезой и, в конце концов, выбрал Терезу. В октябре этого же года они поженились.

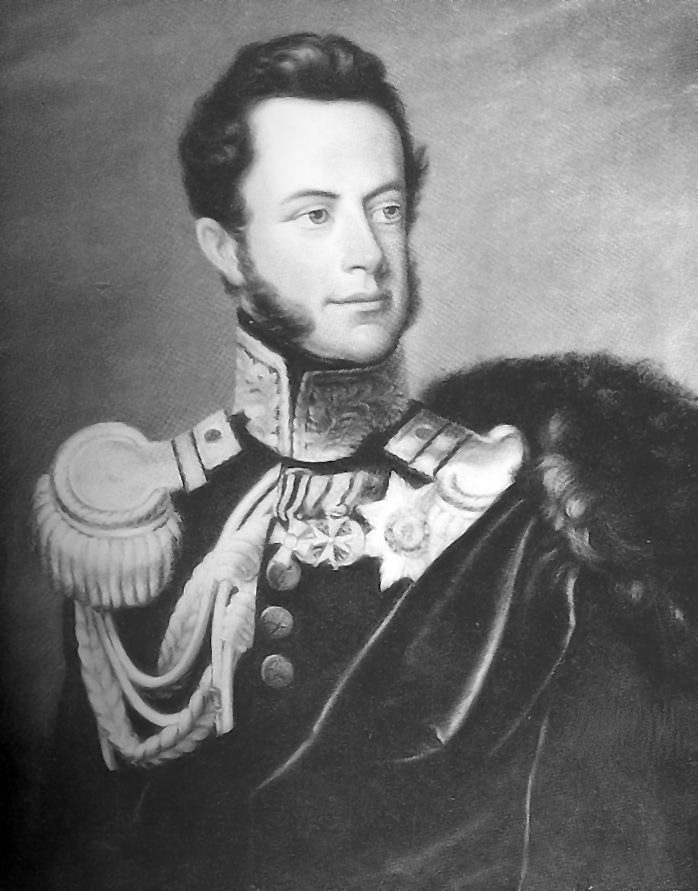
Герцог Вильгельм Нассау.

Луиза вышла замуж четыре года спустя. Её мужем стал принц Нассау Георг Вильгельм. Он был сыном и наследником одного из двух правителей герцогства Нассау. Невесте было 20 лет, жениху — 22. Свадьба состоялась 24 июня 1813 года в Вайльбурге. У супругов родилось восемь детей:
- Августа (13 апреля—3 октября 1814) — умерла младенцем;
- Тереза (1815—1871) — супруга принца Петра Георгиевича Ольденбургского, имела восемь детей;
- Адольф (1817—1905) — следующий герцог Нассау (1839—1866), великий герцог Люксембурга (1890—1905), был дважды женат, имел шестерых детей;
- Вильгельм Карл Генрих (1819—1823) — умер в детском возрасте;
- Мориц (1820—1850) — женат не был, детей не имел;
- Мария Вильгельмина (1822—1824) — умерла в детском возрасте;
- Вильгельм Карл Август (1823—1828) — умер в детском возрасте;
- Мария (1825—1902) — супруга принца Германа фон Вида, их дочь Елизавета стала королевой Румынии.

Семейная жизнь не была счастливой. Авторитарный в политике Вильгельм, придерживался того же поведения и дома, запугивая жену и детей. Луиза умерла через два с половиной месяца после рождения младшей дочери.
Через четыре года Вильгельм женился на её племяннице Паулине.
В честь Луизы названы улица Luisenstraße и площадь Luisenplatz в Висбадене.